# BMW 박물관

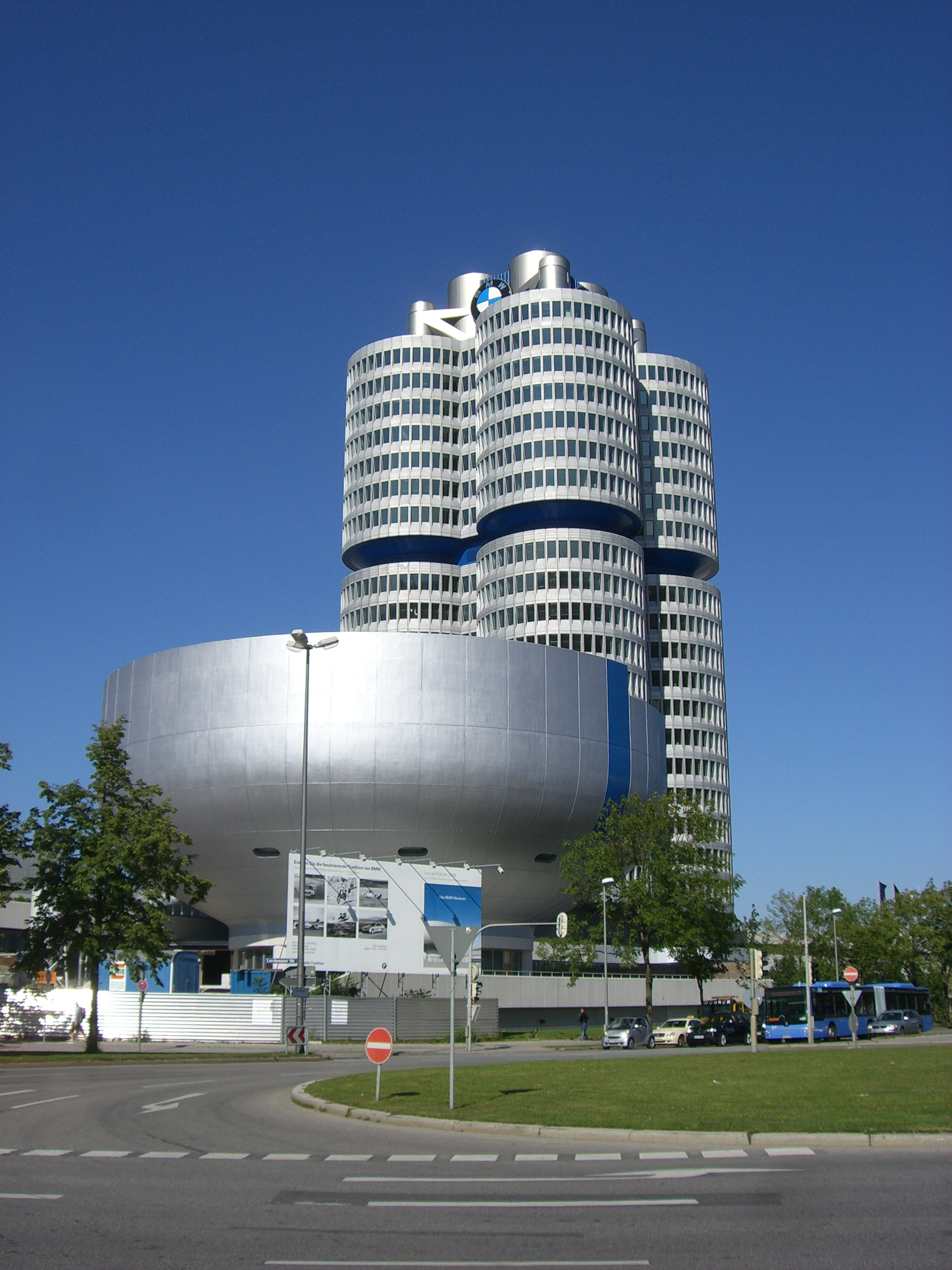
BMW 박물관

BMW 박물관(BMW Museum)은 독일 뮌헨에 위치한 자동차 박물관이다. BMW의 차종을 전시하고 있으며, 올륌피아파르크 근처에 있다.